# الاید آیریش بنک
الاید آیریش بنک (انگلیسی: Allied Irish Bank) شرکت دولتی خدمات مالی و بانکداری ایرلندی است، که در سال ۱۹۶۶ تأسیس شد.